# Jo Klingers
Johannes (Jo) Klingers (Haarlem, 4 mei 1933 - Annen, 17 november 2016) was een Nederlandse beeldend kunstenaar.

## Leven en werk
De bakkerszoon Jo Klingers uit de Haarlemse volkswijk het Rozenprieel volgde een opleiding aan het Instituut voor Kunstnijverheidsonderwijs te Amsterdam - de latere Rietveld Academie. De opleiding was sterk beïnvloed door de kunstonderwijsmethoden van het vooroorlogse Duitse Bauhaus. Docenten als Lex Metz, Ap Sok en Gerrit Rietveld vonden dat kunst niet enkel thuishoorde in galeries en musea, maar ook een maatschappelijk doel, moest dienen. Deze opvatting werd richtinggevend voor zijn hele oeuvre, dat raakvlakken vertoont met grafische en beeldende vormgeving, architectuur en planologie. Na zijn afstuderen cum laude in 1954 werd Klingers cartoonist bij Het Parool en vervolgens illustrator voor het Haarlems Dagblad, Panorama en Libelle. Hij maakte tekeningen, aquarellen en schilderijen, verzorgde grafisch werk voor KLM en Hoogovens en realiseerde boekomslagen. Met wandschilderingen en tegeltableaus zette hij zijn eerste schreden op het monumentale pad.
In 1964 richtte hij met een aantal gelijkgestemde kunstenaars, schrijvers en acteurs de Rode Stip op - de Haarlemse tegenhanger van Provo. Zijn werk werd steeds kleurrijker en begon sterke invloeden te vertonen van de Amerikaanse Popart. Eerst betrof het nog vooral schilderijen van gestileerde motoronderdelen. Maar al snel waagde hij zich ook aan andere disciplines, zoals baksteenreliëfs in het Marine Etablissement Amsterdam (1966), glaswanden in een belastingkantoor te Hoorn (1968) en het volledige in- en exterieur van de Spaarne Scholen Gemeenschap te Haarlem (begin jaren zeventig).
Samen met de architecten Nico Andriessen (1923-1996) en Jan Willem de Kanter en het PSP-raadslid Aad van Ake nam hij in 1970 het initiatief om voor zijn oude buurt het Rozenprieel, die geheel gesloopt zou worden, een alternatief renovatieplan te maken. Dit zogenaamde AAS-plan is in de daaropvolgende decennia vrijwel volledig uitgevoerd. Klingers ontwierp als 'wijkkunstenaar' onder meer sierbestratingen, pleinen, kleurenplannen, speelplaatsen en een houten wijkgebouw.
Tot in de jaren negentig realiseerde hij kunstobjecten, interieurs, en buitenruimten in en rond openbare gebouwen. Ook speelobjecten stonden op zijn repertoire. Daarnaast was Klingers betrokken bij nieuwbouwprojecten in Zaanstad en Velsen. Een nadeel van de werkwijze in de geest van Bauhaus, is dat de openbare ruimte zo snel verandert. Gebouwen krijgen een andere bestemming of worden gesloopt, verkeerssituaties worden gewijzigd, veiligheidseisen voor speeltoestellen zijn aangescherpt, enzovoort. Daardoor is veel van zijn werk alweer verdwenen.

## Enkele werken
- Baksteenreliëfs Marine Etablissement Amsterdam, 1966
- Glaswanden Belastingkantoor Hoorn, 1968
- Baksteenplastiek Dennenoord, Zuidlaren, 1970
- Interieur Spaarne Scholen Gemeenschap. 1969 - 1974
- Buurthuis De Drie Punten, Haarlem, 1975
- Sierbestratingen, kleurenplannen, speelplekken, muurschilderingen, pleinen, parkaanleg, et cetera wijk Rozenprieel Haarlem, 1972 - 1989
- Koffiepot, de Echtelijke ruzie, Noordpolderkade Den Haag, 1986.
- Stalen beelden jeugdinrichting De Hertenkamp, Hollandse Rading, 1983
- Beeldjes winkelcentrum d'Anloop, Annen, 2000.

## Fotogalerij

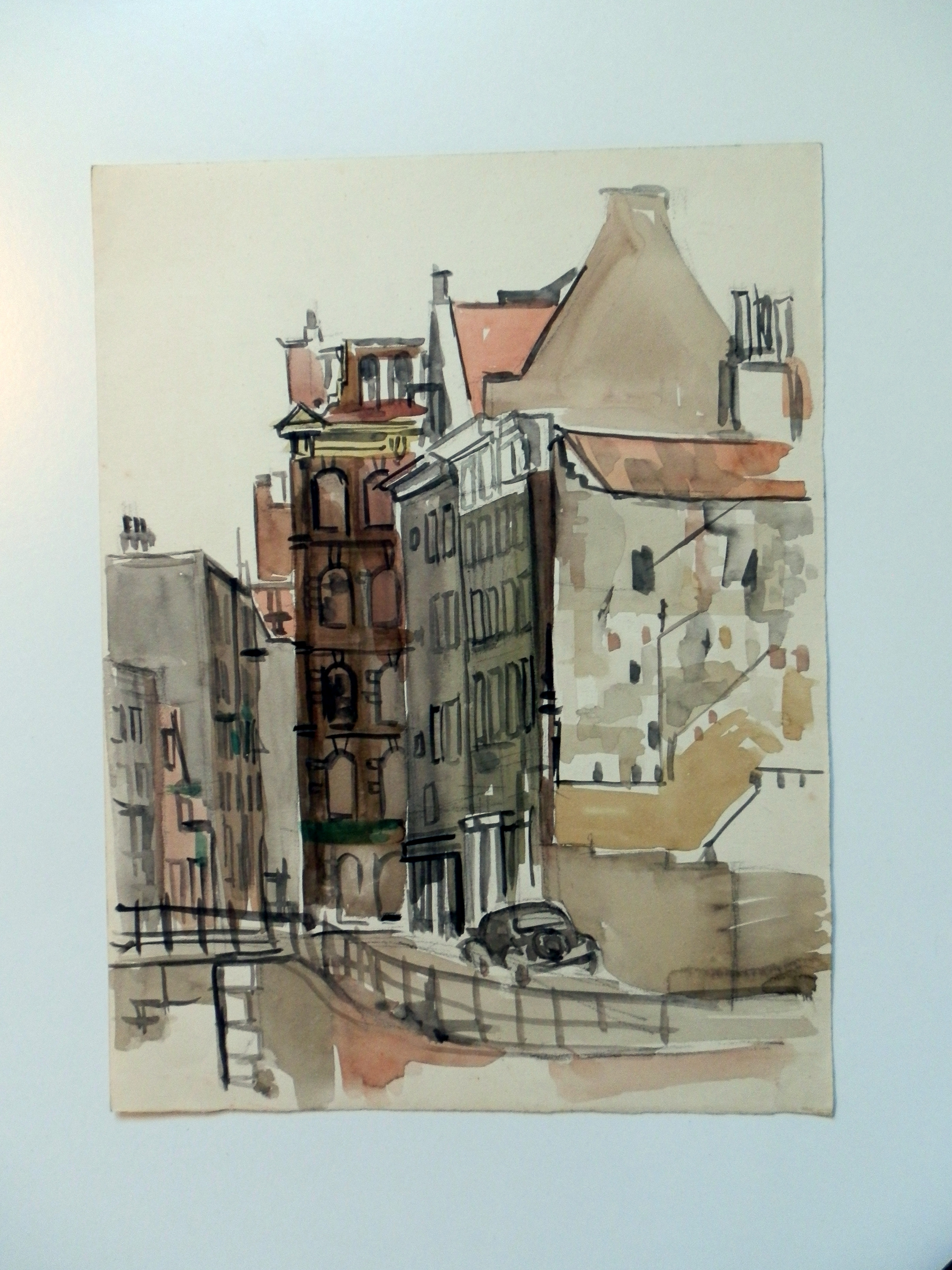
aquarel 1953
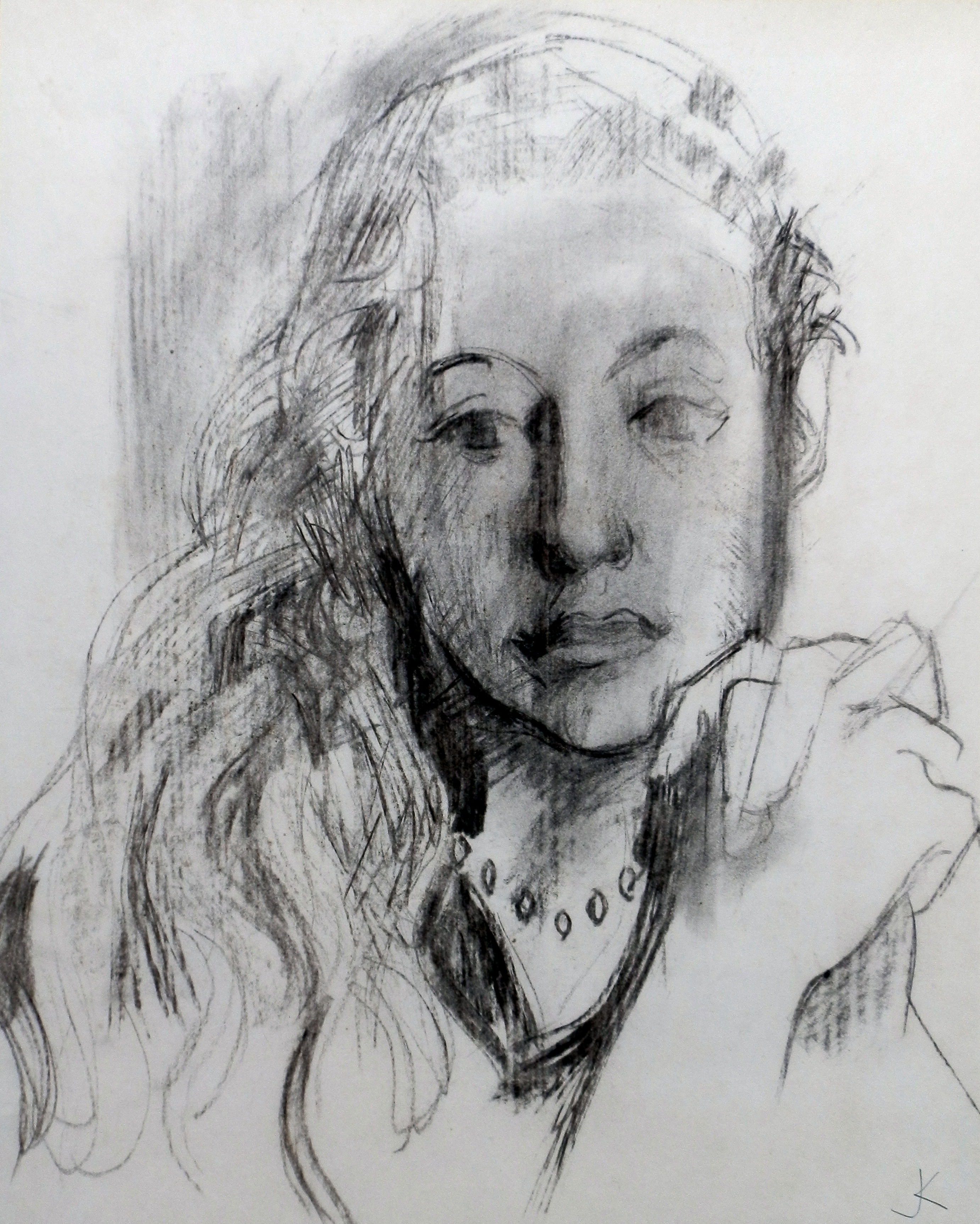
Portret 1956
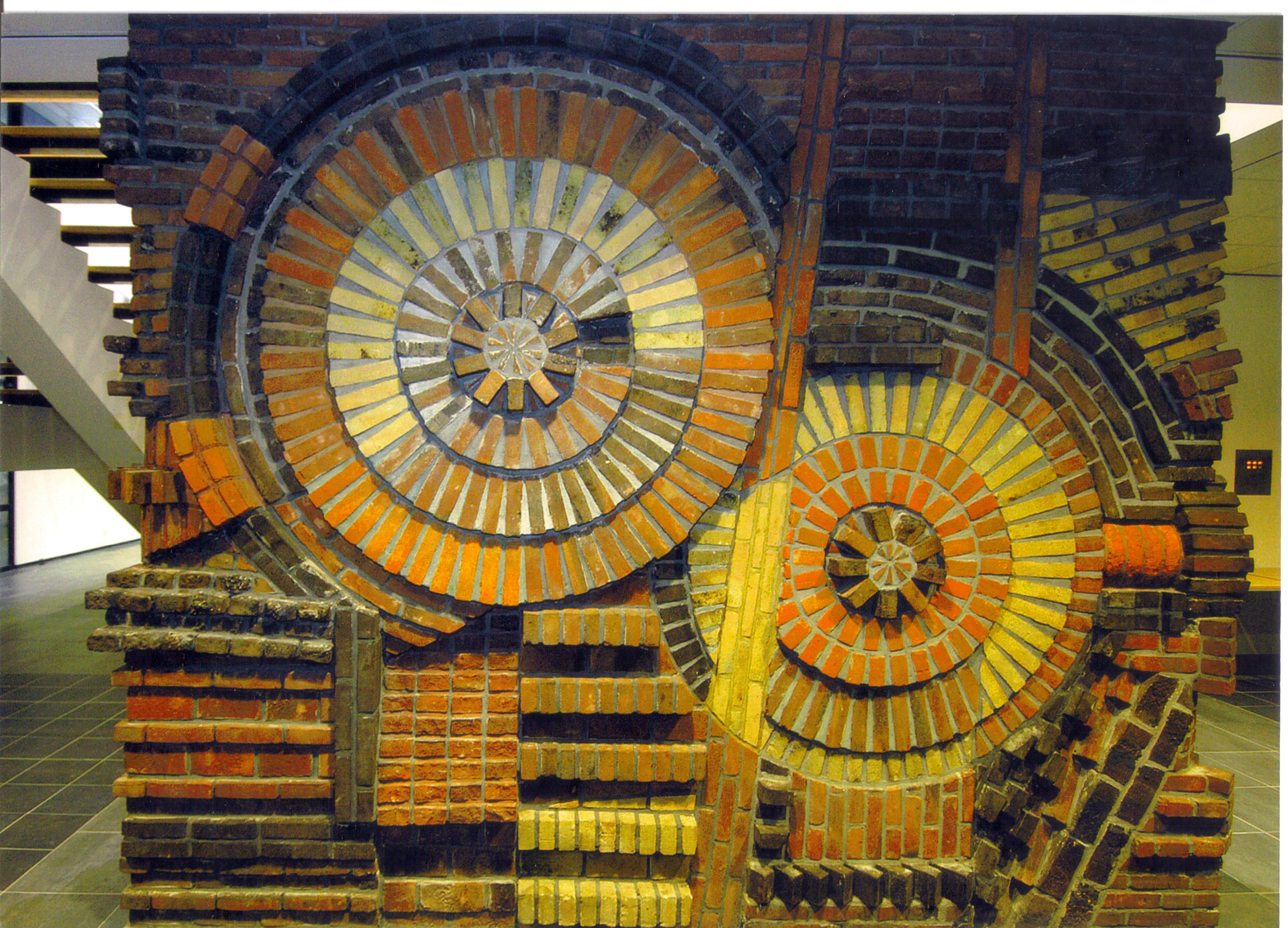
Baksteenplastiek Marine Etablissement, Amsterdam, 1966
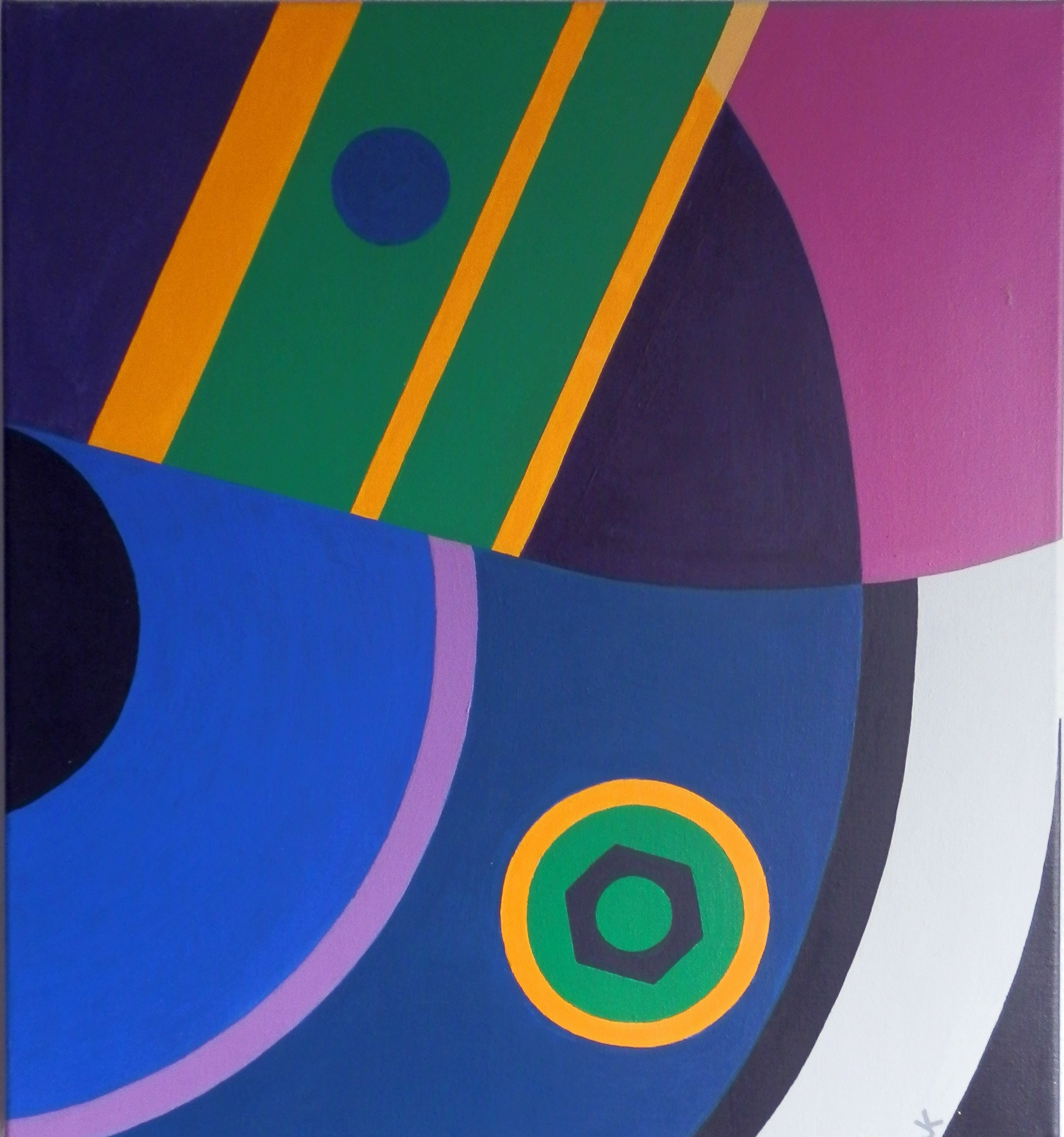
schilderij 1967
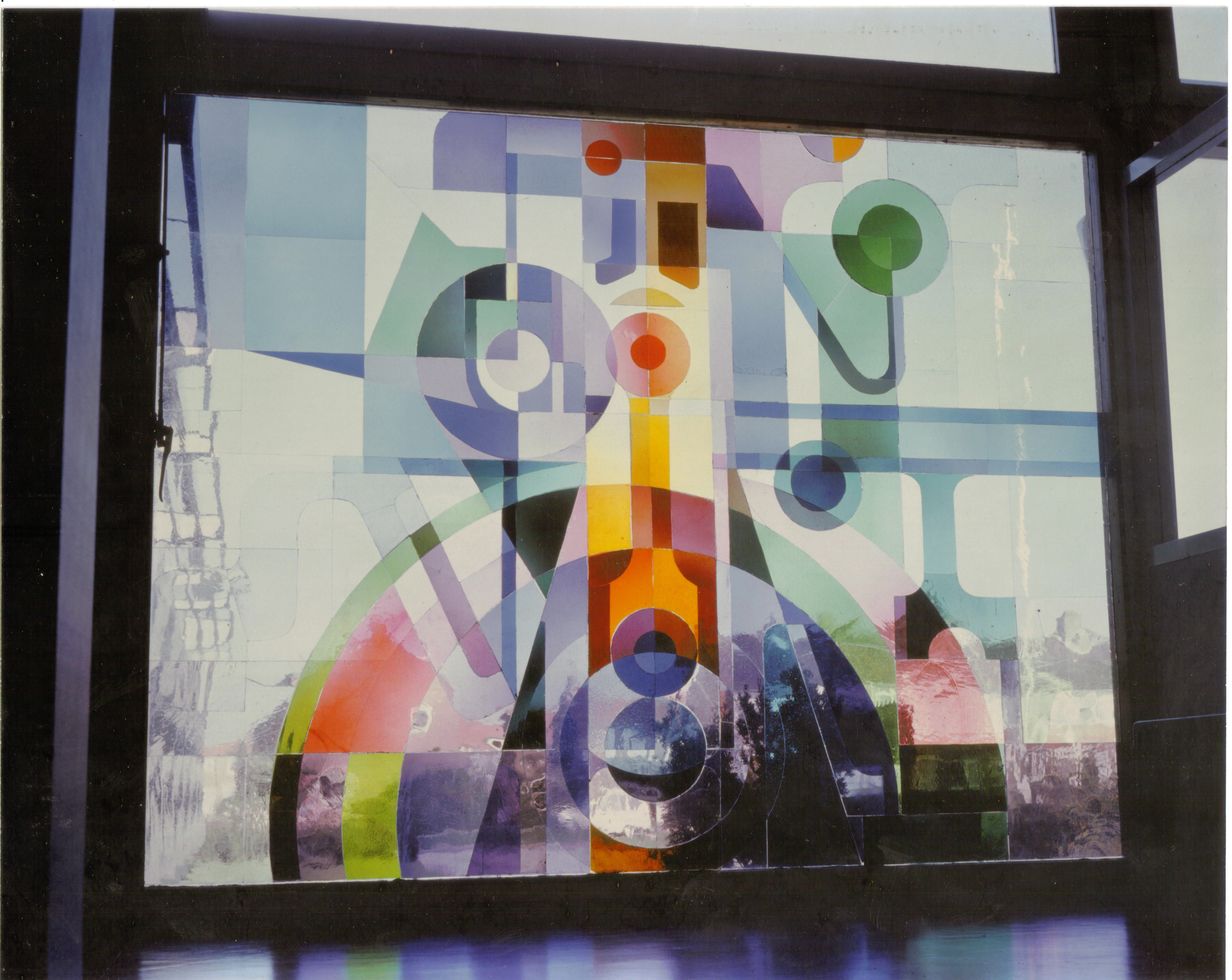
Glasraam belastingkantoor, Hoorn 1968
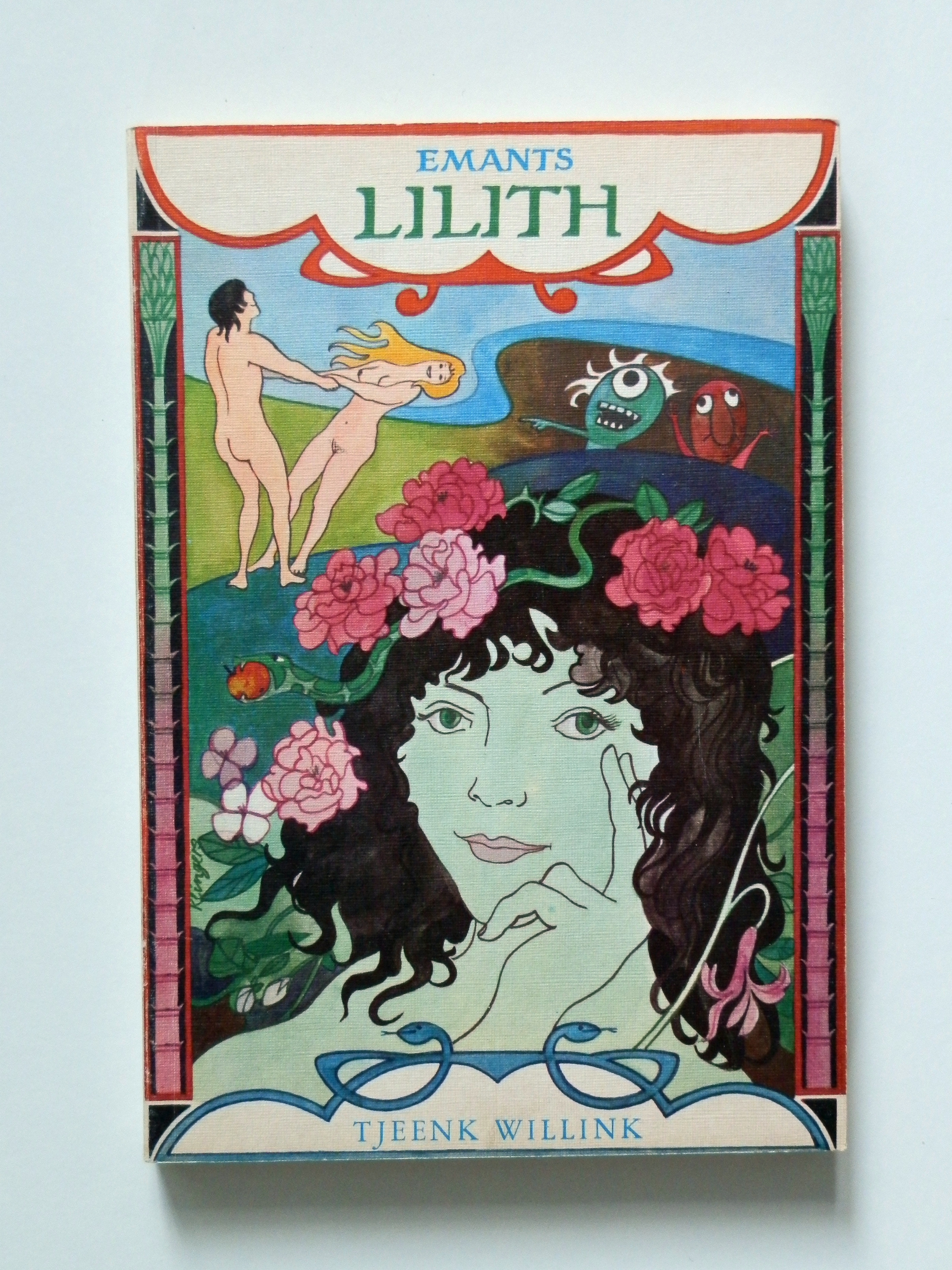
Boekomslag 1969
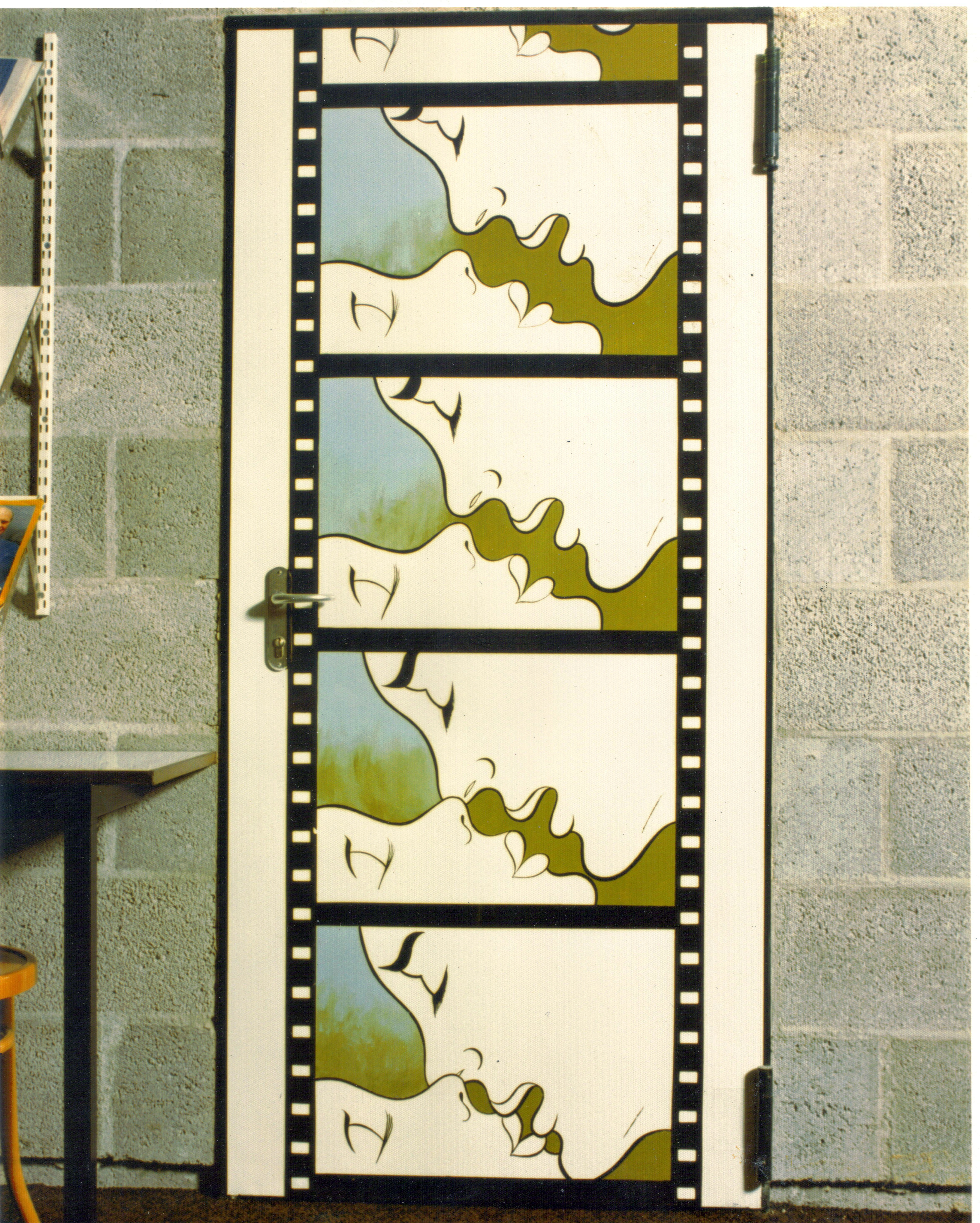
Deur in voormalige Spaarne Scholen Gemeenschap, Haarlem 1973
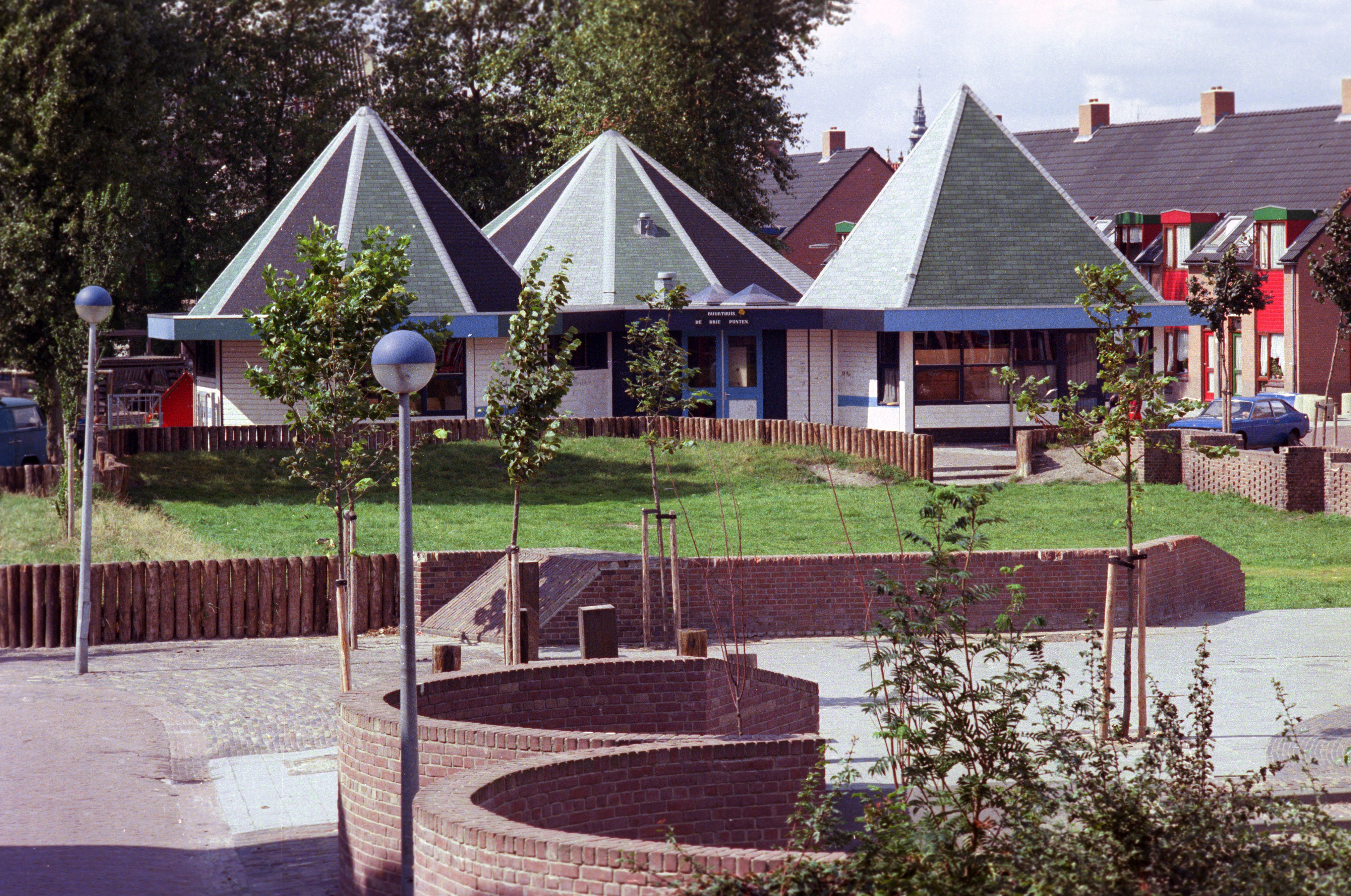
Voortingplantsoen met buurthuis De Drie Punten, Haarlem 1974
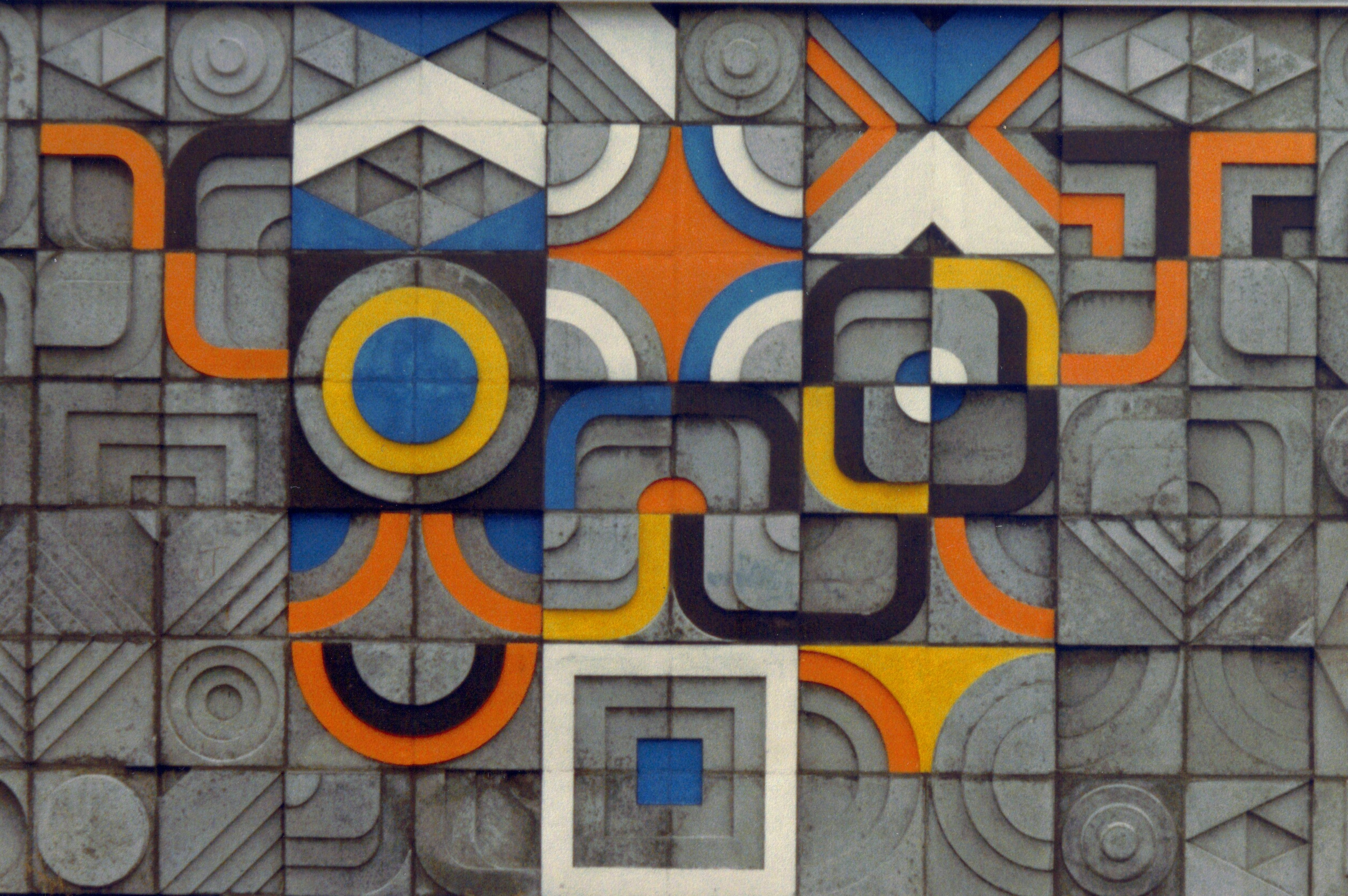
Betonelementen basisschool, IJmuiden 1976
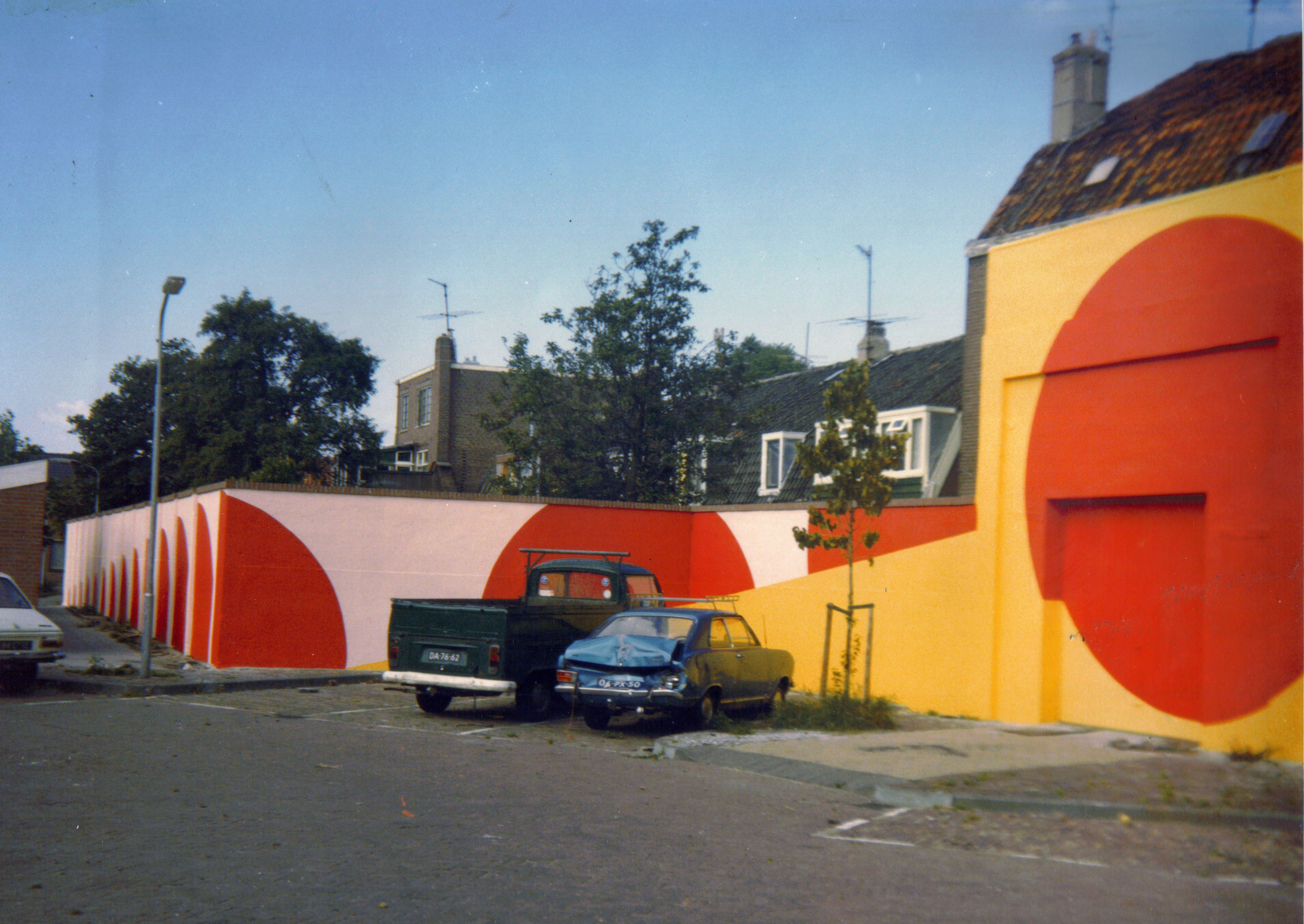
Beschildering Muur van Merens, Haarlem 1977
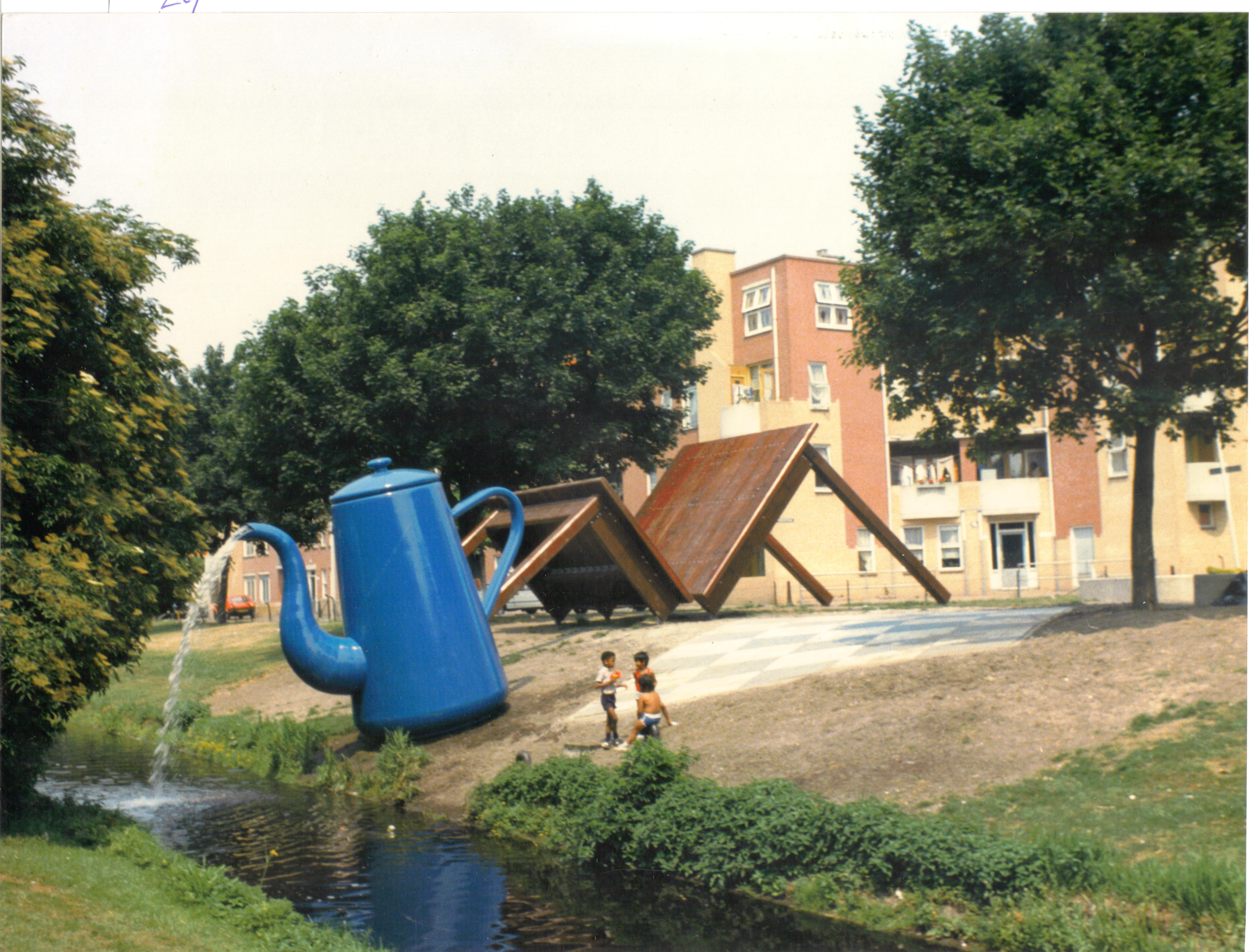
Koffiepot en gebroken tafel aan de Noordpolderkade, Den Haag 1986
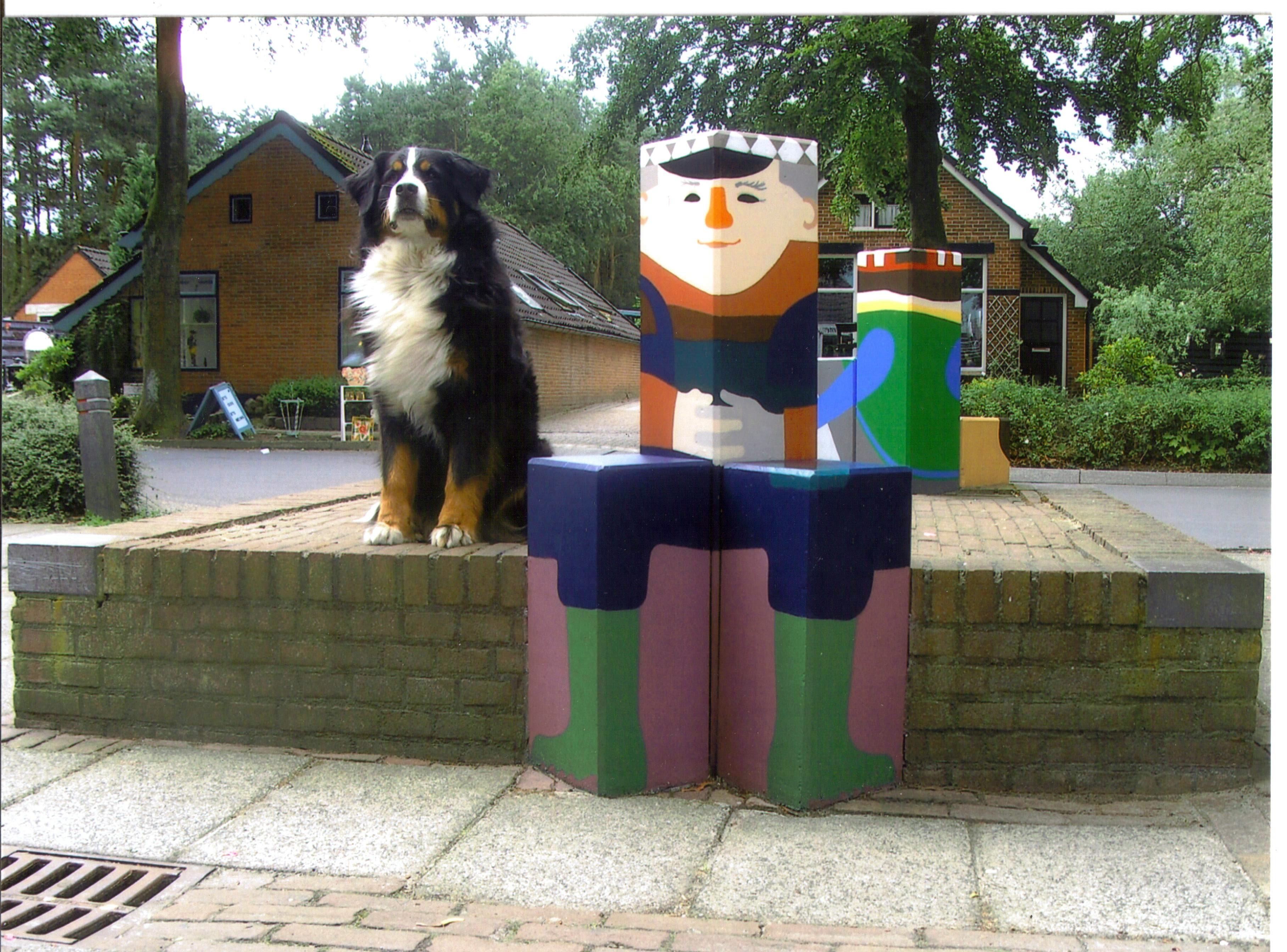
Een van de 'poppetjes' bij winkelcentrum d' Anloop, Annen 2000

- International Standard Name Identifier: 0000 0004 2316 3670
- Nederlandse Thesaurus van Auteursnamen: 357317866
- RKD-Nederlands Instituut voor Kunstgeschiedenis: 44830
- Union List of Artist Names: 500702134
- Virtual International Authority File: 305812202
- WorldCat: E39PBJdh3RtBF7HcpyY44DHjYP